# Terminal Access Controller Access-Control System Plus
TACACS+ (Terminal Access Controller Access-Control System Plus) est un protocole permettant de fournir du contrôle d'accès pour les routeurs, les accès réseaux et autres équipements réseaux grâce à un ou plusieurs serveurs centralisés. TACACS+ est un protocole AAA (authentification, autorisation et traçabilité). Ce protocole est incompatible avec TACACS.

## Histoire
TACACS+ est une application de sécurité ayant pour but de fournir une validation centralisée des utilisateurs qui souhaitent avoir un accès à une ressource (routeur, réseau, serveur). Il fournit un contrôle d'accès en garantissant l'authentification, l'autorisation et l'enregistrement.
Ce protocole fonctionne en mode TCP sur le port 49, il s'agit d'un protocole propriétaire Cisco.
Ce protocole se caractérise par le chiffrement de l’ensemble du trafic contrairement au protocole RADIUS qui ne protège que le champ « mot de passe ». RADIUS est basé sur UDP et permet l'interopérabilité avec des équipements d'autres fournisseurs.